# چشم‌انداز جنگلی دست‌نخورده

چشم‌اندازهای جنگلی دست‌نخورده (IFL) در جهان

چشم‌انداز جنگلی دست‌نخورده (به انگلیسی: Intact forest landscape (IFL)) یک چشم‌انداز طبیعی ناگسستنی از یک اکوسیستم جنگلی و اجزای تشکیل دهنده زیستگاه جامعه گیاهی، در یک منطقه جنگلی است. چشم‌انداز جنگلی دست‌نخورده یک محیط طبیعی است که هیچ نشانه‌ای از فعالیت‌های انسانی قابل توجه یا گسستگی زیستگاهی ندارد، و دارای ظرفیت مکفی برای مهار، پشتیبانی و حفظ مجموعه تنوع زیستی بومی جمعیت‌های زنده از طیف وسیعی از سرده‌های و گونه‌ها و اثرات بوم‌شناختی آنها می‌باشد.